# Patty Peage
Patty Peage o Patty Page (Miskolc, 28 luglio 1979) è un'ex attrice pornografica ungherese.

## Biografia
Attrice bruna dagli occhi verdi, è apparsa dal 1999 sui principali siti internet di settore americani (Brazzers, Naughty America e Reality Kings) in foto dall'alto tasso erotico. La sua notorietà però, è arrivata in Italia dove viene scritturata dalla M.G.R. Communications, lavorando spesso in questo periodo, con il regista Steve Morelli. Come gran parte delle attrici pornografiche ha utilizzato altri svariati pseudonimi. Ha chiuso la carriera nel 2001, allontanandosi dall'industria dei film per adulti in modo definitivo.

## Filmografia
- Sandy's Holiday Sex Fantasies (1998)
- Camping Extrem (1999)
- Colpi di pennello (1999)
- Diabolic 2 On 1 #5 (1999)
- Fashion Sluts 12: Intercontinental Girls Next Door (1999)
- Grandi labbra (1999)
- La carovana della violenza (1999)
- Private Gold 38 (1999)
- Private Gold 39 (1999)
- Private XXX 7 (1999)
- Sandy's Holiday Sex Fantasies 2 (1999)
- Stavros 2 (1999)
- Joey Silvera's Fashion Sluts 12 (1999)
- Cosce chiuse spalancate (2000)
- Cucci - Delitto a luci rosse (2000)
- Tutto su quella troia di mia moglie (2000)
- Doom Fighter (2000)
- Bocche di commesse (2000)
- Travolto da un insolito pompino... Nell'azzurro mare dei Caraibi (2001)
- L'ospizio della vergogna (2001)
- Sogni bagnati (2001)
- Private Castings X 41 (2002)
- Best of Private: Anal Furies (2002)
- Sex And Guns (2003)